# Hjärtförstoring
Hjärtförstoring eller kardiomegali avser vanligen ett tillstånd där hjärtmuskeln är förstorad. 
Detta kan bero på att själva muskelväggen är förtjockad, att hjärtrummen är utvidgade eller en kombination av de båda. Hos idrottare eller fysiskt mycket vältränade individer kan vanligen hjärtats muskulatur förtjockas något, men uttalad förstoring av hjärtat ses framför allt vid olika sjukdomar. Vanliga sjukdomar som kan ligga bakom hjärtförstoring är högt blodtryck, där hjärtat måste övervinna ett högre tryck när det pumpar ut blodet, fel på hjärtklaffarna där hjärtat antingen överbelastas med för stora blodvolymer eller måste pumpa ut blod genom en för liten klafföppning, hjärtsvikt eller sjukdomar i själva hjärtmuskelvävnaden, så kallade kardiomyopatier. 
Vid sjuklig hjärtförstoring ökar hjärtmuskelvävnaden mer än vad blodförsörjningen till hjärtat gör, vilket gör att man kan få en brist på blodtillgång till själva hjärtmuskeln och därmed symptom som vid kärlkramp. Hjärtförstoring med ökad mängd hjärtmuskelvävnad kan ofta ses på EKG i form av högre amplituder (EKG-signalen alstras av den elektriska impulstrafiken som hjärtmuskelcellerna alstrar vid sin aktivitet, och om mängden hjärtmuskelvävnad ökar ökar också storleken på de alstrade impulserna), eller på ultraljud av hjärtat eller röntgen.